# José Poveda Escribano
José Poveda Escribano (1818 - 1885) fou un advocat i polític valencià. Des de petit va residir a Alacant, es llicencià en dret i des de 1857 fins a la seva mort fou Catedràtic d'Economia Polític i Legislació Mercantil de l'Institut d'Ensenyament Secundari d'Alacant.
Membre destacat del Partit Progressista, va col·laborar als diaris El Porvenir (1858-1861), La Tertulia (1871-1873) i La Libertad (1883) i participà activament en la revolució de 1868 formant part de la Junta Revolucionària d'Alacant i com a president de la Junta d'Instrucció Pública el 1869. Fou elegit diputat pel districte d'Elx a les eleccions generals espanyoles de 1871 i agost de 1872. Durant el govern de Manuel Ruiz Zorrilla fou subsecretari de la presidència i va votar a favor de la il·legalització de l'Associació Internacional de Treballadors (AIT). El 1880 va signar el Manifest a favor del nou Partit Democràtic Progressista.